# Bukatschatscha
Bukatschatscha (russisch Букачача) ist eine Siedlung städtischen Typs in der Region Transbaikalien (Russland) mit 2359 Einwohnern (Stand 14. Oktober 2010).

## Geographie
Die Siedlung liegt in Transbaikalien an der Südostflanke des Nertscha-Kuenga-Gebirges, eines Mittelgebirges, das die Einzugsgebiete der linken Schilka-Nebenflüsse Nertscha und Kuenga trennt, etwa 250 Kilometer Luftlinie nordöstlich der Regionshauptstadt Tschita. Durch die Siedlung fließt die Agita, ein linker Nebenfluss der Kuenga.
Bukatschatscha gehört zum Rajon Tschernyschewsk und ist von dessen Verwaltungszentrum Tschernyschewsk gut 50 Kilometer in nördlicher Richtung entfernt. Der Siedlung sind administrativ auch die unterhalb in den Tälern von Agita und Kuenga bis zu 30 Kilometer entfernt liegenden kleinen Dörfer Buchta, Borodinsk und Ust-Gorbiza unterstellt.

## Geschichte

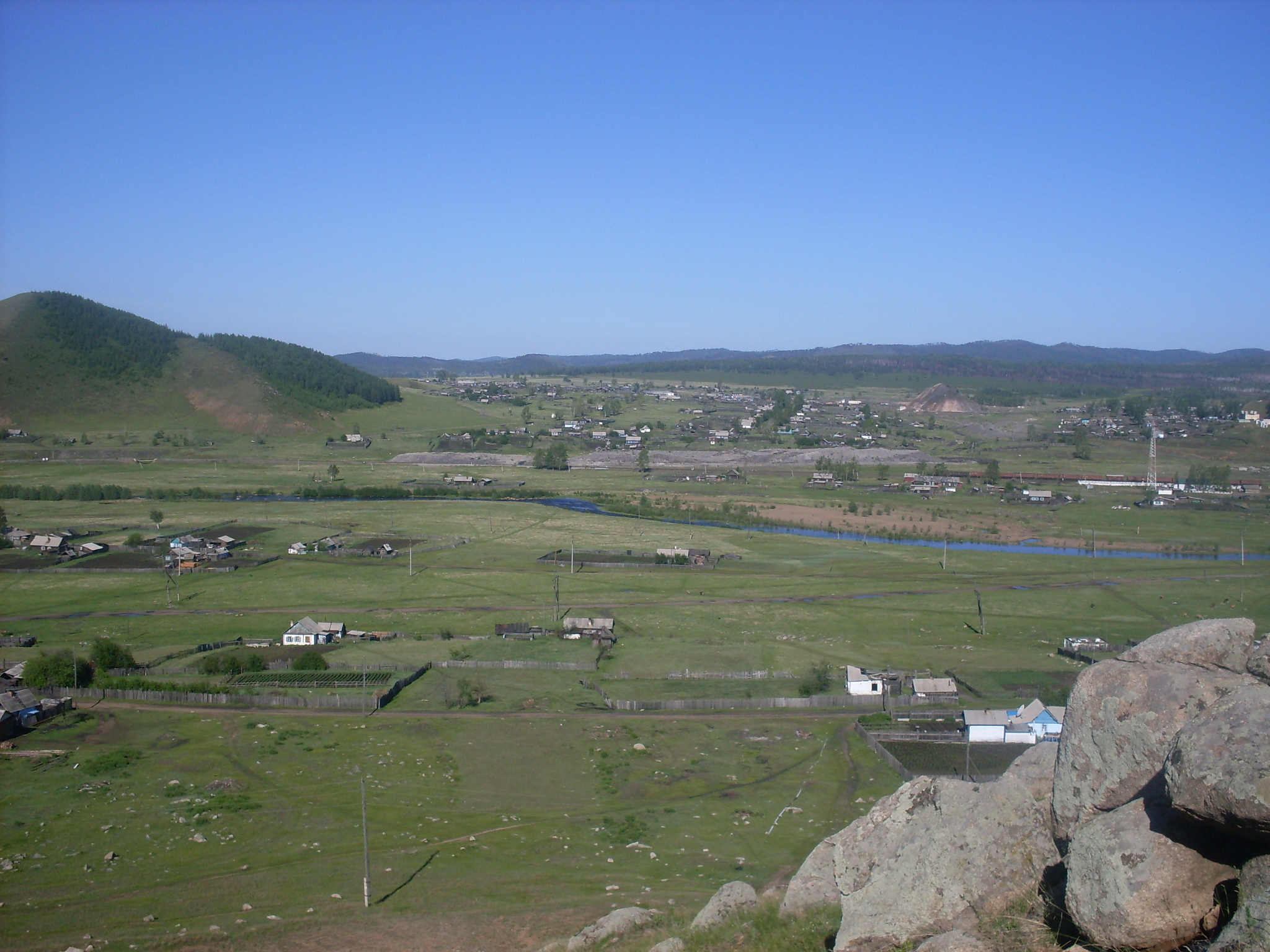
Bukatschatscha

Der Ort wurde 1911 von Umsiedlern aus dem Gouvernement Kaluga gegründet. Der Ortsname ist ewenkischen Ursprungs, wird von der Bezeichnung bukatschan für einzeln stehende Hügel in einem Tal, wie sie in der Umgebung verbreitet sind, hergeleitet und als Viehhof interpretiert.
Bereits gegen Ende des 19. Jahrhunderts war von ewenkischen Jägern über das Zutagetreten von Steinkohleflözen in der Gegend berichtet worden, die dann 1889 erstmals geologisch beschrieben und ab 1909 detaillierter untersucht wurden. 1916 begann der Unternehmer Sabeschtschanski mit dem Kohleabbau, der jedoch nach der Oktoberrevolution 1917 zunächst wieder zum Erliegen kam. Auf Veranlassung der Transbaikal-Eisenbahn, die Kohle für den Betrieb ihrer Dampflokomotiven benötigte, wurden ab 1924 wieder Erkundungsarbeiten aufgenommen, und im November 1930 ging die Kohlezeche Bukatschatscha in Betrieb. 1932 wurde eine Eisenbahnstrecke über 72 Kilometer von der Station Paschino (später imeni Kaganowitscha, heute Tschernyschewsk-Sabaikalski) an der Transsibirischen Eisenbahn herangeführt, zunächst schmalspurig mit der Spurweite 750 mm, aber bereits um 1940 umgebaut auf Breitspur.
Der im Zusammenhang mit der Aufnahme des Kohlebergbaus einige Kilometer nördlich der ursprünglichen Ortslage (seither Ortsteil Staraja Bukatschatscha, „Alt-Bukatschatscha“) entstandene und schnell gewachsene Ort erhielt 1938 den Status einer Siedlung städtischen Typs. Von April 1938 bis Juni 1942 existierte dort ein Häftlingslager im System der Gulag, Bukatschatscha-ITL oder BukatschatschLag genannt. Dessen bis zu 7500 Insassen wurden im Kohlebergbau eingesetzt.
Der Höhepunkt des Kohlebergbaus in und um Bukatschatscha fällt auf die 1950er- bis 1960er-Jahre, bei einem Maximum von 985.000 Tonnen Kohle 1965. In den 1990er-Jahren wurde die Kohleförderung auf der zu großen Teilen abgebauten Lagerstätte zunehmend unrentabel. Nachdem es außerdem zu mehreren Bränden, darunter einem größeren im Sommer 1997 gekommen war, wurde das Bergwerk am 21. Januar 1998 geschlossen. Mit dem Wegfall des Hauptarbeitgebers verließen die meisten Bewohner den Ort, dessen Einwohnerzahl jetzt nur noch ein Fünftel der von 1959 beträgt.

### Bevölkerungsentwicklung
| Jahr | Einwohner |
| ---- | --------- |
| 1923 | 212       |
| 1939 | 6.110     |
| 1959 | 13.184    |
| 1970 | 11.024    |
| 1979 | 9.471     |
| 1989 | 7.941     |
| 2002 | 3.525     |
| 2010 | 2.359     |

Anmerkung:: ab 1939 Volkszählungsdaten

## Wirtschaft und Infrastruktur
Nach der Schließung der Kohlezeche 1998 sowie anderer früher existierender Betriebe (Metallwarenfabrik, Kalkwerk), gibt es heute nur noch eine kleine Textilfabrik, daneben Forstwirtschaft für lokale Bedürfnisse.
Der Ort ist über eine 72 Kilometer lange Eisenbahnstrecke mit Tschernyschewsk an der Transsibirischen Eisenbahn verbunden. Der Eisenbahnstrecke folgt durch das Tal der Agita und der Kuenga eine Straße, die ebenfalls in Tschernyschewsk von der föderalen Fernstraße M58 Amur abzweigt.